# Szíriai aranyhörcsög
A szíriai aranyhörcsög (Mesocricetus auratus) az emlősök (Mammalia) osztályának rágcsálók (Rodentia) rendjébe, ezen belül a hörcsögfélék (Cricetidae) családjába tartozó rágcsálófaj.
A hörcsögformák alcsalád legjobban ismert faja. Vadon élő populációja végveszélyben van, de háziállatként és tudományos kísérleti alanyként népszerű és elterjedt. A felnőtt egyedek testhossza 13–18 cm, és átlagosan 2-3 évig élnek.

## Biológiája
Az alcsalád legtöbb tagjához hasonlóan a szíriai aranyhörcsögnek nagy, tágulékony pofazacskói vannak, melyek pofájától a válláig érnek. A természetben táplálékukat járataikban halmozzák fel; az élelmet a pofazacskóikban szállítják otthonukba. Táplálékbőség idején hatalmas mennyiséget gyűjthetnek össze, egyetlen hörcsög járatában egyszer 25 kilogramm gabonát találtak.
Az ivarérett nőstényeknek négynaponta van peteérésük. Ha egy nőstényt és egy hímet a tüzelési időszakon kívül teszünk egy ketrecbe, a nőstény megtámadhatja a hímet. A szíriai aranyhörcsög 16-18 napos vemhességi ideje a legrövidebb az ismert méhlepényes emlősök között. Egy alomban akár 20 kölyök is születhet, bár az átlagos alomméret 8. Egy gyakorlatlan vagy magát fenyegetve érző anyahörcsög elhagyhatja, vagy akár fel is falhatja utódait, ezért hozzá nem értő tartók számára nem javasolt a faj szaporítása.

## Tartása
Számukra a 20-25 °C ideális. Télen se legyen hidegebb 15 °C-nál. Ne érje őket huzat, vagy közvetlenül tűző napfény. Éjszakai életmódja miatt ne tegyük hálószobába!
Az aranyhörcsög területvédő ösztöne nagyon erős. A szelíd példányok is megtámadják, sőt akár meg is ölhetik felnőtt fajtársaikat. Ezt elkerülendő, négyhetes koruktól kezdve teljesen el kell őket különíteni egymástól. Magányos állatok! Nem tarthatóak együtt!
Minimum 80x50 cm alapterületű ketrecre vagy terráriumra, 15 cm vastagságú pormentes forgácsra van szükségük. 1-2 marék szénát adjunk nekik, amely koptatja a fogukat, bujkálnak benne és fészket építenek belőle. Nagy méretű fából készült bújókkal és mászókkal rendezzük be lakhelyét. Rakjunk be csincsilla homokot is. Örömmel „fürdenek” benne, a homok megköti a faggyút, Ezáltal tisztítja az állat szőrét.
A mókuskerék zárt futófelületű legyen! 30 cm átmérőjű kereket válasszunk.
Az almot elég havonta tisztítani (egy 80x50 cm alapterületű, 15 cm vastag forgácsréteggel ellátott területesetén). Ha ritkábban takarítjuk a hörcsög büdös lesz, megbetegedhet, a forgács büdös és penészes lesz. Ha gyakrabban, naponta, akkor a hörcsög teljesen stresszel hogy eltűnik a szaga, ezért gyorsan beszagosítja, hogy biztonságban érezze magát.

## Táplálása
A legegészségesebb, legtermészetesebb és legjobb, ha magunknak keverünk be magkeveréket az alábbiak alapján. A nem megfelelő táplálkozás kihatással van hörcsögünk egészségére!
A következő magokat adhatjuk hörcsögünknek:
- Amaránt - álgabona, törpehörcsögöknek is nyugodtan adható
- Árpa - törpehörcsögöknek ne, vagy csak minimális mennyiségben adjunk
- Borsó - csicseriborsó, borsószirom - törpehörcsögöknek ne, vagy csak minimális mennyiségben adjunk
- Búza - tönköly, alakor stb. elsősorban hántolatlanul - törpehörcsögöknek ne, vagy csak minimális mennyiségben adjunk
- Bükköny
- Cirok - a fehér és vörös egyaránt adható minden hörcsögfajnak
- Dió - rendkívül hizlaló
- Fenyőmag
- Fénymag
- Földimogyoró - rendkívül hizlaló
- Fűmag - az összes fűféle magja kitűnő eleség minden hörcsögfaj számára - különösen a törpehörcsögök magkeverékének elengedhetetlen alkotóeleme
- Hajdina - álgabona, törpehörcsögöknek is nyugodtan adható, elsősorban hántolatlanul
- Heremag - mindenféle here magja kitűnő eleség minden hörcsögfaj számára
- Kamut
- Kanárimag
- Kapormag
- Kárdi
- Kendermag
- Köménymag
- Köles - vörös, sárga, japán stb. - álgabona, az összes kölesfaj törpehörcsögöknek is nyugodtan adható
- Kukorica - sárga, bordó stb. - törpehörcsögöknek ne, vagy csak minimális mennyiségben adjunk
- Lencse - törpehörcsögöknek ne, vagy csak minimális mennyiségben adjunk
- Lenmag
- Lucernamag
- Makadámia - rendkívül hizlaló
- Mák - aranyhörcsögöknek ne, vagy csak minimális mennyiségben adjunk
- Máriatövismag
- Mogyoró - rendkívül hizlaló
- Mungóbab - törpehörcsögöknek ne, vagy csak minimális mennyiségben adjunk
- Napraforgómag - fekete, csíkos stb. - rendkívül hizlaló
- Négermag
- Pekándió - rendkívül hizlaló
- Perillamag
- Petrezselyemmag
- Pitypangmag
- Kinoa - álgabona, törpehörcsögöknek is nyugodtan adható
- Retekmag
- Répamag
- Rizs - elsősorban hántolatlanul, törpehörcsögöknek ne, vagy csak minimális mennyiségben adjunk
- Rozs - törpehörcsögöknek ne, vagy csak minimális mennyiségben adjunk
- Salátamag
- Sáfrányos szeklicemag
- Spenótmag
- Százszorszépmag
- Szentjánoskenyér
- Szezámmag
- Teff
- Tökmag - rendkívül hizlaló
- Tritikálé - törpehörcsögöknek ne, vagy csak minimális mennyiségben adjunk
- Turbolyamag
- Zab - törpehörcsögöknek ne, vagy csak minimális mennyiségben adjunk

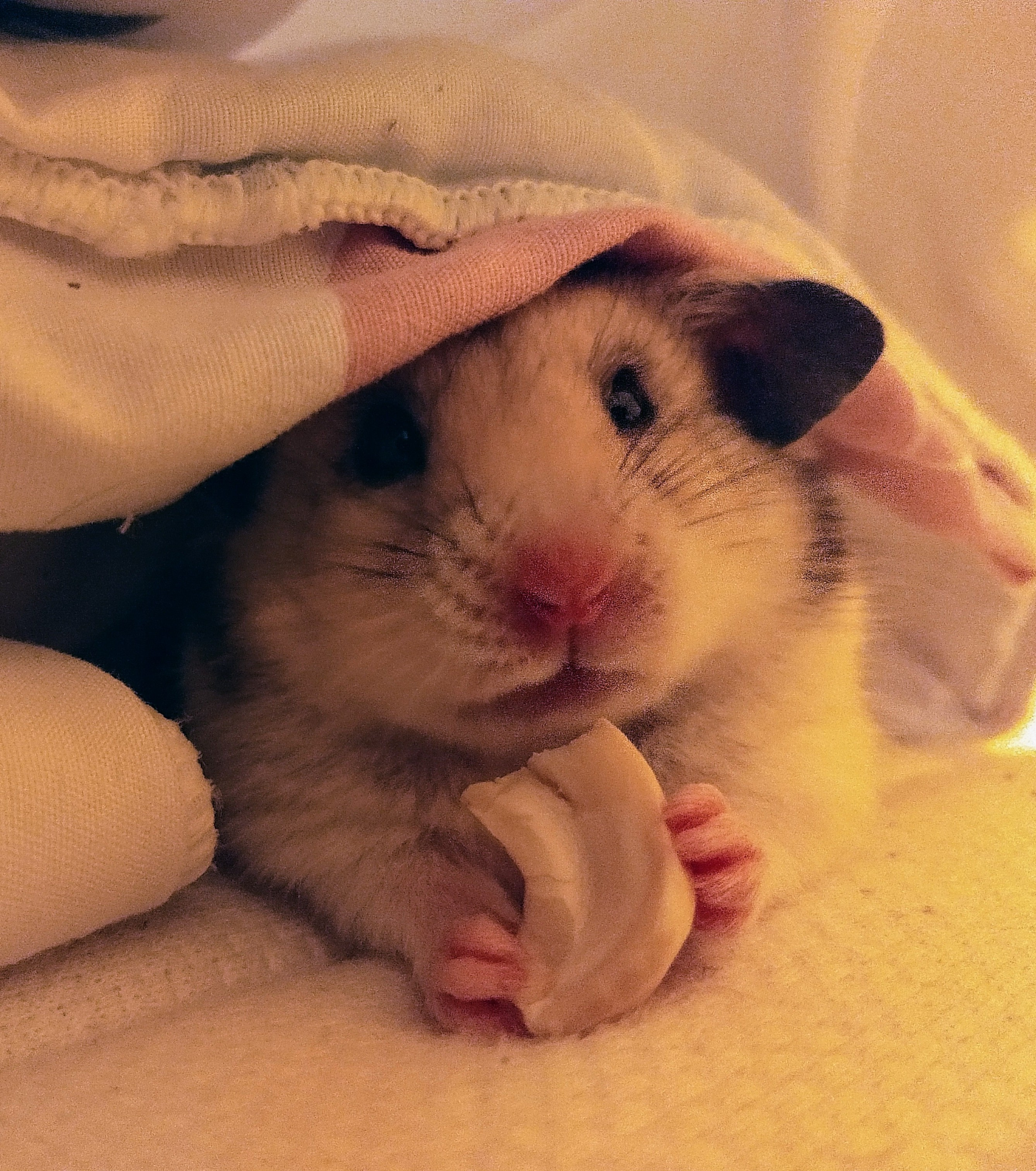
Szíriai aranyhörcsög.

A következő gyümölcsöket és zöldségeket adhatjuk hörcsögünknek:
- Bab - a fehérbab aranyhörcsögöknek adható, törpehörcsögöknek ritkán, kis mennyiségben
- Brokkoli - kis mennyiségben adható, erősen puffaszt
- Cékla - kis mennyiségben adható, oxálsavtartalma magas, a vizeletet elszínezheti
- Cukkini
- Csicseriborsó - aranyhörcsögöknek adható
- Édeskömény - a gumó és zöldje egyaránt adható, a vizeletet elszínezheti
- Fodros kel - kis mennyiségben adható, erősen puffaszt
- Mángold - kis mennyiségben adható, oxálsavtartalma magas
- Karalábé - kis mennyiségben adható, erősen puffaszt
- Kínai kel - kis mennyiségben adható, erősen puffaszt
- Kukorica
- Lencse - aranyhörcsögöknek adható
- Mungóbab - aranyhörcsögöknek adható
- Pagodakarfiol - kis mennyiségben adható, erősen puffaszt
- Paprika - piros, sárga, zöld stb. egyaránt adható csumájával együtt a zöldje nélkül, csupán a csípős fajták tilosak
- Paradicsom - zöldje mérgező, azt eltávolítva adható
- Pasztinák
- Petrezselyem - gyökér és zöldje egyaránt adható
- Saláta - fejes saláta, jégsaláta, cikória, endívia stb. - jól raktározza a méreganyagokat, ezért csak bio termesztésű adható
- Sárgarépa - gyökere hizlaló, törpehörcsögöknek csak kis mennyiségben adjunk, zöldjét magas kalciumtartalma miatt ne vigyük túlzásba, a vizeletet elszínezheti
- Spenótlevél - kis mennyiségben adható, oxálsavtartalma magas
- Tök - minden általunk is ehető tökfajta adható hörcsögünknek
- Uborka
- Zeller - gumó és zöldje egyaránt adható
- Alma - magja mérgező, anélkül adható
- Banán - aranyhörcsögöknek ritkán, törpehörcsögöknek extrém magas cukortartalma miatt egyáltalán nem adható
- Dinnye - görög, sárga stb. aranyhörcsögöknek ritkán, törpehörcsögöknek extrém magas cukortartalma miatt egyáltalán nem adható
- Eper
- Goji bogyó
- Körte
- Málna
- Ribizli
- Szeder
- Szőlő - magja mérgező, anélkül aranyhörcsögöknek ritkán, törpehörcsögöknek extrém magas cukortartalma miatt egyáltalán nem adható

A fehérje létfontosságú anyagokkal látja el hörcsögünk szervezetét, az étrend elemi része. A vadonban a fehérjebevitel mennyiségét nagyban befolyásolják a környezeti tényezők, az évszak, az időjárás, az adott rovarkínálat, illetve az aktuális egyéni igények. Mindenesetre - ha a fennálló körülmények engedik - a törpehörcsögök napi táplálékának csaknem 1/3 részét teszi ki, aranyhörcsögök esetében ez valamivel kevesebb.
Törekedjünk rá, hogy változatos, természetes fehérjeforrást biztosítsunk kedvencünknek, tehát elsősorban különféle rovarokkal próbálkozzunk, a húsok és tejtermékek csak másodlagos megoldásként szolgáljanak - ezekben ugyanis számos állatunk számára szükségtelen tápanyag is található, a tejtermékek zsírtartalma általában túlzottan magas és nem is fedezi a szükséges fehérjeadagot, kevésbé egészségesek hörcsögünk számára, mint a rovarok vagy egyéb természetes fehérjeforrások. Egy hörcsög heti fehérjeadagját például 6-7 élő lisztkukac vagy 4-5 élő szöcske, tücsök teszi ki. Ha ezeket szárított formában etetjük, akkor ezen mennyiségek háromszorosával kell számolnunk, mivel kiszárítva a rovarfélék körülbelül 1/3 annyi fehérjét tartalmaznak, mint élve. Tejtermékek esetében egyszerre egy körömnyi darabnál többet ne adjunk! Fehérjét 1-3 naponta szükséges felkínálni kedvencünknek, ügyeljünk a heti adag egységes eloszlására.
Vannak állapotok, mikor hörcsögünk több fehérjét igényel, mint normál esetben. Ilyen a vemhesség kezdeti szakasza, valamint a szülés után elkövetkezendő 4 hét, a még fejlődő, fiatal állatok, az időskor és a betegségek időszaka. Ekkor javasolt 2-4 további fehérjeetetést beiktatni. 
Hörcsögünknek adható fehérjék:
- Édesvízi halak - a legáltalánosabb a szárított kínai razbóra
- Gammarus (tüskés bolharák) - szárítva adható
- Garnéla - az édesvízi garnélák szárítva adhatók
- Gyászbogárlárva - élő vagy szárított formában is adható
- Joghurt - natúr, cukormentes joghurt ritkán adható
- Kutyatáp - minőségi, magas hústartalmú kutyatáp ritkán adható
- Lisztkukac - élő vagy szárított formában is adható
- Macskatáp - minőségi, magas hústartalmú macskatáp ritkán adható
- Sajt - kizárólag natúr sajt adható, lehetőleg zsírszegény
- Selyemhernyó báb - szárítva adható
- Szöcske - élő vagy szárított formában is adható
- Tejföl - zsírszegény, illetve alacsony zsírtartalmú tejföl ritkán adható
- Tojás - a tojásfehérje főve adható, sárgája kerülendő
- Túró - sovány túró adható
- Tücsök - élő vagy szárított formában is adható

Ezek alapján válasszunk minőségi magkeveréket! Pl.: Hamster Dream, Mixerama, Rodipet, Nager-Küche, Kellis, Real Nature, JR FARM, Bunny, Multifit.
Ivóvizét naponta cseréljük. Használhatunk golyós önitatót is, de akár egy másik kerámia tálat is beszerezhetünk - így természetes módon és testhelyzetben jut vízhez.
Csak tiszta kézzel nyúljunk hozzá. Ha ugyanis megérzi rajta az élelmiszert, akkor harap.

## Kísérleti állatként
Tudományos kísérletek alanyaként is használják őket betegségek, illetve viselkedés- és kronobiológiai (a cirkadián ritmus vizsgálata) kutatásokban. Számos öröklött mozgásmintázatuk figyelhető meg, például a terület kijelölése szagnyomokkal. Légúti és légzésbiológiai kutatásokban különösen népszerűek. Mivel minden fogságban tartott egyed csupán néhány begyűjtött állattól származik (lásd a „Felfedezése” szakaszt), az erős beltenyésztés miatt hajlamosak öröklött szívbetegségekre, és ezek vizsgálati alanyaként is népszerűek.

## Felfedezése

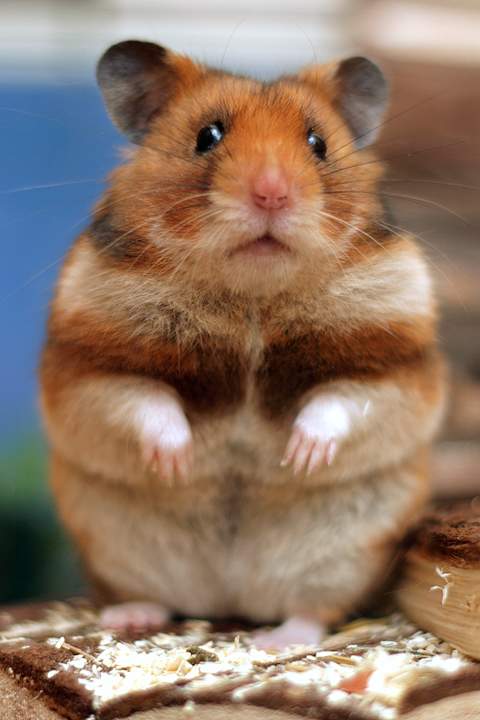

Az első példányt, egy idős nőstényt George Robert Waterhouse brit zoológus találta Szíriában, 1839-ben. A fajt Cricetus auratusnak, aranyhörcsögnek nevezte el, és bundáját a British Museumnak adta, ahol kiállították. Az ezután következő száz évben az európai tudomány nem foglalkozott többet ezzel a fajjal.
1930-ban Israel Aharoni izraeli zoológus professzor a Jeruzsálemi Héber Egyetemen a Szíriai Aleppóban egy anyahörcsögöt fogott be kölykeivel együtt, majd jeruzsálemi laboratóriumában továbbtenyésztette őket. Néhány állat megszökött a ketrecből a padlón lévő lyukon keresztül, így Izrael mai aranyhörcsög-populációja minden valószínűség szerint ezektől az egyedektől származik. Az állatok nagyobbak voltak, mint a Waterhouse által talált egyed, a Mesocricetus auratus nevet adták nekik. A fajnak jelenleg is ez az elfogadott tudományos neve.
Ezen hörcsögök leszármazottai később kísérleti állatként a világ minden tájára eljutottak. Az Egyesült Királyságba 1931-ben érkeztek meg, az Egyesült Államokba pedig 1938-ban jutottak. Felfedezésük után nem sokkal háziállatként is nagyszerűnek bizonyultak. Szinte minden fogságban tartott aranyhörcsög az 1930-ban begyűjtött egyetlen alom leszármazottja, néhány egyed kivételével, amelyeket a Szíriából hazatérő utazók vittek haza. Mitokondriális DNS-sel kapcsolatos kutatások megerősítették, hogy a világ minden háziállatként tartott aranyhörcsöge egyetlen nőstény leszármazottja.

## Vadon élő populációja
A 20. század elején úgy gondolták, hogy a szíriai aranyhörcsög a vadonban ismeretlen okból gyakorlatilag kihalt, egészen addig, amíg Aharoni professzor a Szíriai Aleppóban befogott egy nőstényt 12 kölykével együtt. Ezután néhány további egyedet is láttak, illetve begyűjtöttek. Az 1980-as évek óta a fajt nem látták eredeti élőhelyén, amíg két, 1997 szeptemberében és 1999 márciusában indított expedíció megerősítette, hogy az aranyhörcsög ma is létezik Észak-Szíriában. A kutatók 30 járatrendszert találtak. A járatrendszerek egyikében sem élt egynél több felnőtt egyed. Egy nőstény vemhes volt, és hat kölyöknek adott életet. Ez a 19 vadon befogott aranyhörcsög az Aleppói Egyetemen élő három további vad példánnyal együtt Németországba került új tenyészállomány létesítése céljából.

## A szépirodalomban
Bálint Ágnes a „Szeleburdi család” című regényében Radó kapott két szíriai aranyhörcsögöt, és született 5 kishörcsögük.
A Freddy-egy aranyhörcsög életében az egész könyv egy hörcsögről szól.